# چوب بیلیارد

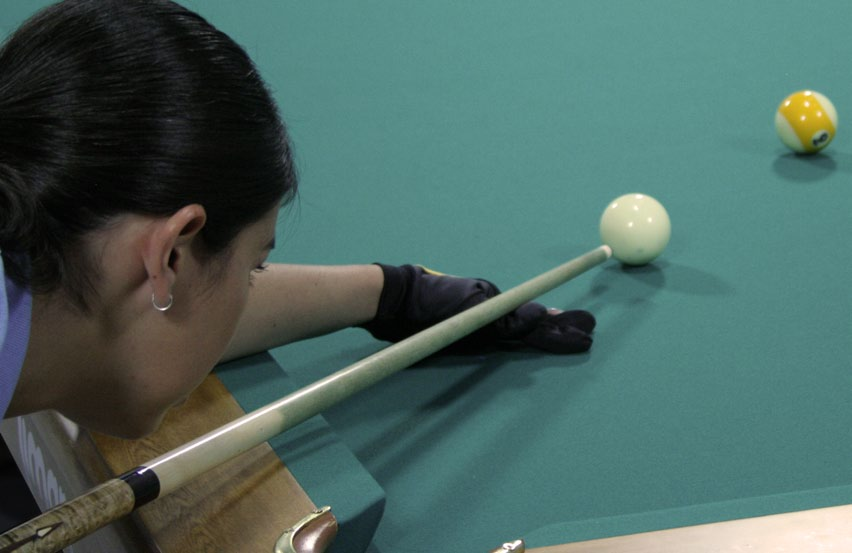
نمایی از ساختار یک‌نوع چوب بازی بیلیارد.

چوب بیلیارد یکی از وسایل ورزشی ضروری برای انواع بازی‌های بیلیارد، اسنوکر و بیلیارد کاروم است. از آن برای ضربه‌زدن به یک توپ، معمولاً توپ سفید با نام پیتوک، استفاده می‌شود. چوب‌ها میله‌های مخروطی‌شکل، به درازای حدود ۵۹-۵۷ اینچ (حدود ۱/۵ متر) با وزن حدود ۶۰۰-۴۵۰ گرم هستند؛ حرفه‌ای‌ها، وزن چوبشان حدود ۵۴۰ گرم است. چوب‌های کاروم به سمت کوتاه‌تربودن تمایل دارند، اگرچه درازای چوب، در درجهٔ اول، بستگی به قد و درازای بازوی بازیکن دارد. بیشتر چوب‌ها، واقعاً از چوب ساخته شده‌اند، اما گاهی اوقات آن چوب با مواد دیگری از جمله گرافیت، فیبر کربن یا فایبرگلاس پوشانده یا به آنها وصل می‌شود.